# Adam Warlock
Adam Warlock este un personaj fictiv care apare în benzile desenate americane publicate de Marvel Comics. Personajul a apărut pentru prima dată în Fantastic Four #66–67 (date de acoperire septembrie 1967 și octombrie 1967) creat de Stan Lee și Jack Kirby, inițial numit EL. Personajul va fi mai târziu dezvoltat semnificativ de Roy Thomas și Jim Starlin. Debutând în Epoca de Argint a benzilor desenate, personajul a apărut de-a lungul mai multor decenii în publicațiile Marvel și a jucat în titlurile Marvel Premiere și Strange Tales, precum și în cinci volume eponime și mai multe serii limitate conectate.
Personajul este o ființă cosmică creată artificial pe Pământ de către Enclavă, concepută genetic pentru a fi perfectă și următoarea evoluție a umanității. Nefiind de acord cu intențiile lor, El s-a răzvrătit împotriva creatorilor săi și a căutat un nou destin. În cele din urmă, întâlnind Înaltul Evoluționar, rebotezat Adam Warlock este în cele din urmă recunoscut ca un erou al universului, protejându-l în principal de amenințări precum Thanos, Biserica Universală a Adevărului și Magus (care este partea sa malefică). El este, de asemenea, frecvent purtătorul Pietrei Sufletului, una dintre legendarele Pietre ale Infinitului (numite atunci Infinity Gems). Personajul servește, de asemenea, ca lider al Infinity Watch și membru al Gardienilor Galaxiei, specializat în calitate de vrăjitor cosmic al grupului și expert ocult.
Personajul a fost adaptat în diverse forme media, inclusiv seriale de televiziune animate și jocuri video. Personajul a apărut în Marvel’s Guardians of the Galaxy în ambele forme: Warlock și Magus. Adam Warlock, interpretat de Will Poulter, și-a făcut debutul live-action în Guardians of the Galaxy Vol. 3 (2023), care are loc în Universul cinematografic Marvel.